# Jeanne Puchol
Jeanne Puchol, née le 28 octobre 1957 à Paris, est une auteure de bande dessinée et illustratrice française.

## Biographie
Après des études de photographie à l'École nationale supérieure des arts décoratifs à Paris, Jeanne Puchol exerce dans le graphisme publicitaire, l'illustration et la bande dessinée. En 1983, elle publie sa première bande dessinée, Ringard !, et illustre un roman policier de Jim Thompson, Groom, pour les Éditions Futuropolis. Elle publie plusieurs autres albums chez Futuropolis et illustre Meurtres pour mémoire de Didier Daeninckx en 1991. 
Collaboratice d'(À suivre) à partir de 1993, elle y prépublie la série humoristique Judette Camion, scénarisée par Anne Baraou, qui est par la suite collectée en album. Pour le magazine PLG, elle crée Chimères et, en solo, Ici, la bouchère ne se noie pas, qui devient ensuite le diptyque La Bouchère, les aventures d'une bouchère dans l'Espagne de l'Inquisition (Éditions de l'An 2, 2003-2004). S'associant avec Catherine Cazalé (scénario), Puchol dessine une biographie en bande dessinée de Jean Monnet : Jean Monnet, bâtisseur d'Europe (Éditions de l'An 2, 2006).
Sur un scénario de Rodolphe, elle dessine un tome des Abîmes du temps (2008) ; tous deux collaborent de nouveau pour la série Assassins (2009-2010),. En 2008, sur un scénario de  Philippe Thirault, elle participe à l'album collectif Les Enfants sauvés. Avec la scénariste Valérie Mangin, elle publie Jeanne d'Arc : l'épée (Dupuis, 2011), une bande dessinée historique rééditée ensuite sous le titre Moi, Jeanne d'Arc (Des Ronds dans l'O, 2012). La même année, avec Charonne - Bou Kadir, l'artiste retrace l'affaire de la station de métro Charonne le 8 février 1962. Cet ouvrage, publié dans une collection de sciences humaines et traitant de la guerre d'Algérie, remporte le prix Artémisia le 9 janvier 2013. 
Par la suite, elle collabore avec Laurent Galandon pour Vivre à en mourir (2014), récit sur Marcel Rayman (Le Lombard), ainsi que Interférences (2018), l'histoire des radios pirates. Entretemps, sur un scénario de Laurent-Frédéric Bollée, Jeanne Puchol illustre Contrecoups - Malik Oussekine (Casterman, 2016) qui narre la répression policière d'une manifestation en 1986 au cours de laquelle Malik Oussekine perd la vie,.
En tant qu'illustratrice, elle a signé plusieurs ouvrages destinés à la jeunesse sur les métiers, rédigés par Pascale de Bourgoing.
Féministe engagée, elle cosigne avec Nicole Claveloux, Florence Cestac et Chantal Montellier un pamphlet intitulé Navrant, publié dans Le Monde en 1985. Ce texte dénonce les dérives d'une bande dessinée racoleuse et sexiste. Elle réitère en février 1998 en cosignant Les Dessinatrices oubliées avec Nicole Claveloux et Catherine Beaunez. Il s'agit cette fois de dénoncer la quasi absence de femmes auteur dans une sélection des meilleures bandes dessinées que Le Monde avait publiée quelques jours auparavant. Elle participe à des ouvrages collectifs en faveur des droits des femmes, comme En chemin elle rencontre... (éd. Des ronds dans l'O) ainsi que le recueil Féministes (Vide Cocagne, 2018).
Au début des années 2020, elle réalise une adaptation en bande dessinée, publiée en 2023, d'un ouvrage de deux sociologues françaises, Sibylle Gollac et Céline Bessière, Le Genre du capital, adaptation qui se voit décerner le prix lycéen spécial BD d’économie de 2023. Jeanne Puchol choisit de faire s'exprimer des chats en plus des sociologues Sibylle Gollac ou Céline Bessière, ayant aperçu les deux compagnons félins de Sibylle Gollac : « D’une part, j’ai voulu que tout soit dialogué. D’autre part, ce que j’aime dans la BD, ce sont les bulles qui sortent de la bouche de personnages. Donc, j’ai choisi que tout soit raconté par Sibylle Gollac ou Céline Bessière, ou par l’un des chats » a-t-elle expliqué,.

## Œuvres

### Bande dessinée
- Ringard ! Futuropolis, coll. « Maraccas », 1983.
- Traquenards, Futuropolis, coll. « X », 1986.
- Dessous troublants, Futuropolis, coll. « X », 1987.  (ISBN 2-7376-5620-6)
- Machine célibataire, scénario de Frank, Futuropolis, 1988.  (ISBN 2-7376-5685-0)
- La Dernière Rame, Futuropolis, coll. « 9 », 1989.  (ISBN 2-7376-2641-2)
- Judette Camion, scénario d'Anne Baraou, Casterman :

1. Excusez-moi d’être une fille, 1998  (ISBN 2-203-39922-8)[19]
2. Et avec qui je veux, 1999.  (ISBN 2-203-39923-6)

- Chimères, PLG, 1999  (ISBN 2-9505628-9-2)[20].
- La Bouchère, L'An 2, coll. « Traits féminins » :

1. Haro sur la bouchère !, 2003  (ISBN 2-84856-010-X)
2. La Bouchère au bûcher, 2004.  (ISBN 2-84856-020-7)

- Le Poulpe T16 : Les Jarnaqueurs, scénario de Michel Boujut, 6 pieds sous terre, coll. « Céphalopode » 2005.  (ISBN 2-910431-59-2)
- Jean Monnet, bâtisseur d’Europe, scénario de Catherine Cazalé, L'An 2, 2006.  (ISBN 2-84856-075-4)
- Participation au collectif Les Enfants sauvés, scénario de Philippe Thirault, Delcourt, 2008.
- Les Abîmes du temps (rééd. sous le titre Dock 21) T7 : Le Temps volé, scénario de Rodolphe, Drugstore, coll. « Vent des savanes », 2008.  (ISBN 978-2-226-17136-8)
- « Enchaînées », dans Marie Moinard et collectif, En chemin elle rencontre… : Les artistes se mobilisent contre la violence faite aux femmes, Vincennes/Paris, Des ronds dans l'O / Amnesty International, septembre 2009, 96 p. (ISBN 978-2-917237-06-9)
- Assassins, scénario de Rodolphe, Casterman, coll. « Ligne rouge »:

1. Le Docteur Petiot, 2009 ;  (ISBN 978-2-203-01619-4)
2. Le Vampire de Düsseldorf, 2010.  (ISBN 978-2-203-02501-1)

- Jeanne d'Arc t.1 : L'Épée, scénario de Valérie Mangin, Dupuis, 2011  (ISBN 978-2-8001-4870-0). Cet album est repris en 2012 avec sa suite une édition intégrale sous le nom Moi, Jeanne d'Arc, aux éditions Des ronds dans l'O.  (ISBN 978-2-917237-34-2)
- Charonne - Bou Kadir, Tirésias, coll. « Lieu est mémoire », 2012.  (ISBN 2-915293-72-4)
- Participation à : Marie Moinard et collectif, En chemin elle rencontre… : Les artistes se mobilisent pour l'égalité femme-homme, Vincennes/Paris, Des ronds dans l'O / Amnesty International, février 2013, 84 p. (ISBN 978-2-917237-46-5)
- Vivre à en mourir, scénario de Laurent Galandon, Le Lombard, 92 p., 2014,  (ISBN 978-2-8036-3439-2)
- Contrecoups - Malik Oussekine, scénario de Laurent-Frédéric Bollée, Casterman coll. « Écritures », 2016  (ISBN 978-2-203-09221-1)
- Interférences, scénario de Laurent Galandon, Dargaud, 2018  (ISBN 978-2-505-06731-3)
- Le Genre du capital, avec Céline Bessière et Sibylle Gollac, éd. La Découverte/Delcourt 2023  (ISBN 9782413046073).

### Illustration
- Groom, de Jim Thompson, Futuropolis, coll. « Futuropolice », 1983.
- Meurtres pour mémoire, de Didier Daeninckx, Futuropolis, coll. « Futuropolis - Gallimard », 1991 (réédition 2011).

## Distinction
- 2013 : prix Artémisia de la bande dessinée féminine pour Charonne - Bou Kadir[7].

#### Portraits
- Patrick Gaumer, « Puchol, Jeanne », dans Dictionnaire mondial de la BD, Paris, Larousse, 2010 (ISBN 9782035843319), p. 699.
- Jeanne Puchol (interviewée) et Vivien Leroux, « Je ne prends pas de risques », Le Courrier de l'Ouest,‎ 3 octobre 2015.
- Frédérique Pelletier, « Jeanne Puchol : pour se souvenir », dBD, no 83,‎ mai 2014, p. 44-47.

#### Chroniques
- « La Résistance revue par la bande dessinée », Ouest-France,‎ 12 octobre 2015.
- Jean-Pierre Fuéri, « Terminus Charonne », Casemate, no 49,‎ juin 2012, p. 69.
- Marie Pujolas, « Interférences : l'aventure des radios pirates en bande-dessinée », sur www.francetvinfo.fr, 23 janvier 2018 (consulté le 8 juin 2019).
- Caroline Constant, « Il s'appelait Malik Oussekine… », L'Humanité,‎ 16 mars 2016.
- Rosa Moussaoui, « Un roman graphique sur la fin de la guerre d'Algérie : Charonne-Bou Kadir », L'Humanité,‎ 18 mai 2012.
- « Jeanne Puchol dessine la Résistance », Le Courrier de l'Ouest,‎ 4 mars 2015.
- Guillaume Benoît, « Bande dessinée : Radio Gaga », Les Échos,‎ 11 janvier 2018.
- F. Mayaud, « Contrecoups Contrecoups - Malik Oussekine », sur BD Gest', 14 mars 2016.
- J. Milette, « Interférences », sur BD Gest', 22 janvier 2018.
- Frédérique Pelletier, « Vivre à en mourir : vivre libre ou mourir », dBD, no 83,‎ mai 2014, p. 67.